# Sidecar (cocktail)
Il Sidecar è un cocktail classico di tipo sour, tradizionalmente preparato con cognac, liquore all'arancia (Cointreau, Grand Marnier o altro triple sec), e succo di limone. È un cocktail ufficiale IBA dal 1961.

## Storia
Pur non essendo nota l'esatta origine del Sidecar, si ritiene che sia stato inventato all'Hôtel Ritz di Parigi verso la fine della prima guerra mondiale. Graham Greene nel suo libro Brighton Rock, pubblicato nel 1938, lo fa servire ad un suo personaggio (Silvia). Divenne in seguito famoso grazie all'Harry's New York Bar, sempre a Parigi.

## Composizione
- 5 cl di cognac (o brandy)
- 2 cl di Triple sec (o Cointreau)
- 2 cl di succo di limone fresco

## Preparazione
Mescolare gli ingredienti nello shaker riempito a metà di ghiaccio. Filtrare e servire in una coppetta da cocktail precedentemente raffreddata. Eventualmente guarnire con la scorza di arancia o limone.